# Nicolai Berendt
Nicolai Berendt, född den 7 juli 1826 i Köpenhamn, död där den 13 mars 1889, var en dansk musiker.
Han var elev i pianospel av den äldre och den yngre Stein och studerade musikteori hos Siegfried Saloman. Som solist uppträdde han 1846 på Det Kongelige Teater med en konsert av Hummel. På 1850-talet uppehöll han sig i Tyskland, studerade 1851 under Anton Halm i Wien och slog sig för några år (1853-56) ned i Hannover som lärare och konsertspelare.
Efter sin hemkomst blev Berendt knuten till synagogan i Köpenhamn som kördirigent (1862-83) och senare organist. Av Berendt utkom en del kompositioner för piano och för sång; vidare uppförtes 1860 hans enaktssångspel Hjertet paa Prøve (text av Overskou) på Kongelige Teater i Köpenhamn. Därtill tonsatte Berendt flera tillfällighetskantater och flera psalmer, som användes i synagogan.